# Castro (Miño)
Castro (llamada oficialmente Santa María de Castro) es una parroquia del municipio de Miño, en la provincia de La Coruña, Galicia, España.

## Entidades de población
Entidades de población que forman parte de la parroquia:
- Bañobre
- Castro (Viadeiro)
- O Bullo
- Outeiro (O Outeiro)
- Ponte Baxoi (A Ponte Baxoi)

## Demografía
| Gráfica de evolución demográfica de Castro entre 2000 y 2024 |
|                                                              |
| Población de derecho según el padrón municipal del INE       |